# Nørre Jernløse Sogn
Nørre Jernløse Sogn 
ist eine Kirchspielsgemeinde (dän.: Sogn)
auf der Insel Sjælland im südlichen Dänemark.
Bis 1970 gehörte sie zur Harde Merløse Herred im damaligen Holbæk Amt, danach zur Jernløse Kommune im Vestsjællands Amt, die im Zuge der  Kommunalreform zum 1. Januar 2007 in der Holbæk Kommune in der Region Sjælland aufgegangen ist.
Im Kirchspiel leben 2448 Einwohner, davon 2099 im Kirchdorf Regstrup (Stand: 1. Januar 2023).
Im Kirchspiel liegt die Kirche „Nørre Jernløse Kirke“.
Nachbargemeinden sind im Norden Butterup-Tuse Sogn, im Osten Søstrup Sogn, im Südosten Kvanløse Sogn, im Süden Sønder Jernløse Sogn und im Westen Stigs Bjergby-Mørkøv Sogn.